# Die fromme Helene

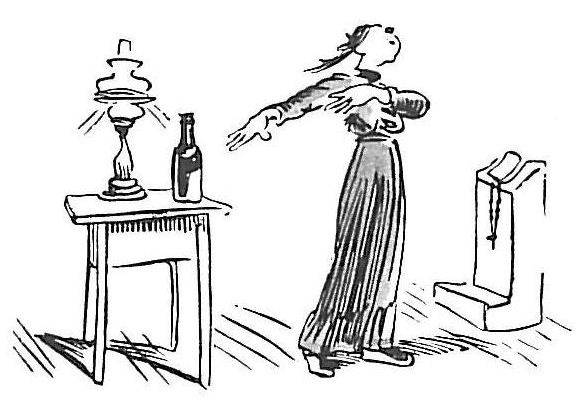
Einzelszene aus Die fromme Helene
„Es ist ein Brauch von Alters her, wer Sorgen hat, hat auch Likör …“

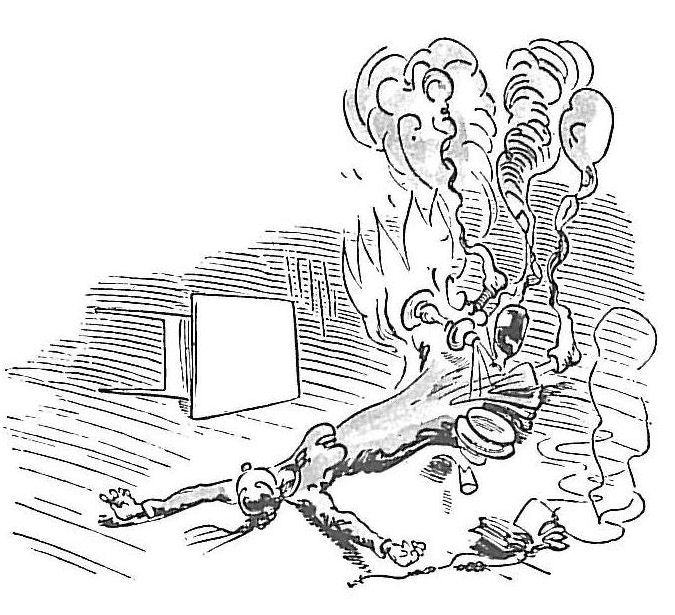
Einzelszene aus Die fromme Helene

Die fromme Helene ist eine Bildergeschichte des satirischen Zeichners und Dichters Wilhelm Busch. Die Geschichte erschien 1872 im Bassermann Verlag, der von Wilhelm Buschs langjährigem Bekannten Otto Friedrich Bassermann geleitet wurde. Die Geschichte ist ähnlich wie Buschs Bildergeschichte Der heilige Antonius von Padua von Buschs antiklerikaler Haltung geprägt. Vor dem Hintergrund des Kulturkampfes in Deutschland fand die Bildergeschichte schnell eine große Leserschaft. Sie zählt auch noch heute zu den populärsten Geschichten Wilhelm Buschs.

## Inhalt und Hintergrund
In der frommen Helene beleuchtet Wilhelm Busch satirisch religiöse Heuchelei und zwielichtige Bürgermoral:
Ein guter Mensch gibt gerne acht,

Ob auch der andre was Böses macht;

Und strebt durch häufige Belehrung

Nach seiner Beß’rung und Bekehrung
Viele Einzelheiten der frommen Helene sind von biographischem Erleben Buschs geprägt. 1867 lernte er durch seinen Bruder Otto Busch die Frankfurter Bankiersgattin Johanna Keßler kennen. Zwischen den beiden kam es zu einer mehrjährigen Freundschaft, die nach der Einschätzung der überwiegenden Zahl der Busch-Biographen aber platonisch blieb. Die siebenfache Mutter war eine einflussreiche Kunst- und Musikmäzenin in Frankfurt und glaubte in Busch einen bislang noch nicht hinreichend gewürdigten Maler zu entdecken. In dieser Einschätzung wurde sie von Anton Burger, einem führenden Mitglied der Kronberger Malerkolonie, gestützt. Johanna Keßler richtete in ihrer großzügigen Villa an der Bockenheimer Landstraße Wilhelm Busch Wohnung und Atelier ein. Motiviert von ihrer Unterstützung und Bewunderung widmete Wilhelm Busch sich in seinen Frankfurter Jahren vor allem der Malerei, verbrachte viel Zeit im Städel und war als Maler sehr produktiv. Johanna Keßler stand seinem humoristischen Werk dagegen kritisch gegenüber. Die fromme Helene entstand in der Spätphase von Buschs Frankfurter Jahren und weist Elemente einer zunehmenden Entfremdung und kritischen Auseinandersetzung mit dem Lebenskonzept der Familie Keßler auf.
Johanna Keßler war mit einem deutlich älteren Mann verheiratet und ließ ihre Kinder von Gouvernanten und Hauslehrern großziehen, während sie eine aktive Rolle im Frankfurter Gesellschaftsleben spielte.
Schweigen will ich vom Theater

Wie von da, des Abends spät,

Schöne Mutter, alter Vater

Arm in Arm nach Hause geht.
Zwar man zeuget viele Kinder,

Doch man denket nichts dabei.

Und die Kinder werden Sünder,

Wenn’s den Eltern einerlei.
Auch die Heirat der deutlich gealterten Helene mit dem reichen G. I. C. Schmöck scheint eine Parallele zu Johanna Keßlers Mann Johann Daniel Heinrich zu sein, der seinen Namen zu J. D. H. Keßler abkürzte. Nach Meinung der Busch-Biographin Eva Weissweiler leitet sich Schmöck von Schmock ab, einem jiddischen Schimpfwort, das Dummkopf, Trottel oder Idiot bedeutet. Johanna Keßler wird auch diese Anspielung verstanden haben, denn ihr Mann war an Kunst und Kultur gänzlich uninteressiert.
Im zweiten Teil der frommen Helene greift Wilhelm Busch das katholische Pilgerwesen an. Die fromme Helene erschien zur Zeit des Kulturkampfes und Wilhelm Busch hatte bereits mit dem heiligen Antonius von Padua eine große antikatholische Leserschaft gefunden. Allerdings kann man davon ausgehen, dass Wilhelm Busch nicht gezielt antikatholische Tendenzen ausnutzte, um eine breite Leserschaft zu finden. Der protestantisch erzogene Wilhelm Busch bezweifelte auf Grund seines pessimistischen Menschenbilds von vornherein das katholische Heiligenwesen. In satirischer Weise überzeichnet er ein ihm fremdes Lebensgefühl. Auch dies hat einen biografischen Hintergrund. In seiner Münchner Zeit hatte er gemeinsam mit Münchner Künstlerkollegen Kloster Andechs aufgesucht und belustigt festgestellt, wie viele Pilgerpärchen sich im Umfeld des Klosters zu Schäferstündchen ins Gebüsch zurückzogen.
Begleitet von ihrem Vetter Franz geht die bislang kinderlose Helene auf Wallfahrt. Die Wallfahrt zeigt Erfolg; nach gebührender Zeit bringt Helene Zwillinge zur Welt, deren Ähnlichkeit mit ihrem Erzeuger jedoch dem Leser deutlich macht, dass nicht Schmöck, sondern Vetter Franz der Vater ist. Schmöck erstickt in seiner frischen Vaterfreude an dem Festmahl, das er sich zu Gemüte führt, und Vetter Franz findet auch ein vorzeitiges Ende, da er sich nicht nur für Helene, sondern auch für das Küchenpersonal interessiert und deshalb vom eifersüchtigen Kammerdiener Jean erschlagen wird. Der nun verwitweten Helene bleiben nur Rosenkranz, Gebetbuch und Alkohol als Lebenstrost. Ihr Ende findet sie, als sie betrunken in eine brennende Petroleumlampe stürzt; ihre Seele wird daraufhin vom Teufel selbst in die Hölle entführt, wo sie dem bereits eingetroffenen Franz Gesellschaft leisten muss.
Nach Helenes tragikomischem Ende formuliert der Spießer Nolte einen Moralsatz, der vielfach als treffende Zusammenfassung schopenhauerischer Weisheit ausgelegt wird:
Das Gute – dieser Satz steht fest –

Ist stets das Böse, was man läßt!

## Verfilmung
Die fromme Helene wurde 1965 von Axel von Ambesser unter gleichem Titel verfilmt. Die Titelrolle spielte Simone Rethel.

## Ausgaben
- Wilhelm Busch: Die fromme Helene. 10. Auflage, Diogenes, Zürich 2007, ISBN 978-3-257-20109-3 (in Zusammenarbeit mit Wilhelm-Busch-Gesellschaft Hannover).